# Sofa Landver
Sofa Landver (Hebreeuws: סופה לנדבר , Russisch: Софа Ландвер) (Leningrad (tegenwoordig Sint-Petersburg), 28 oktober 1949) is een Israëlische politica van Jisrael Beeténoe en namens deze partij lid van de Knesset. Sinds eind mei 2016 is zij minister van Immigratie in het kabinet-Netanyahu IV.
Landver is in 1979 vanuit de toenmalige Sovjet-Unie naar Israël geëmigreerd. In 1996 kwam ze namens de Arbeidspartij in het parlement terecht. In de tweede helft van 2002 was ze een drietal maanden viceminister belast met vervoerszaken in het kabinet-Sharon I. Bij de verkiezingen voor de 16e Knesset in 2003 raakte ze haar zetel kwijt maar was begin 2006 ter vervanging van iemand anders weer kortstondig parlementslid. Na de verkiezingen voor de 17e Knesset twee maanden later werd ze wederom verkozen in de Knesset, ditmaal namens Jirael Beeténoe. Op 31 maart 2009 werd ze benoemd tot minister van Immigratie in het kabinet-Netanyahu II, een positie die ze ook in het daaropvolgende kabinet-Netanyahu III innam. Omdat Jisrael Beeténoe verstek laat gaan in het kabinet-Netanyahu IV kwam er op 14 mei 2015 een eind aan haar ministerschap.
Op 25 mei 2016 trad Jisrael Beeténoe alsnog tot het vierde kabinet-Netanyahu toe en werd Landver als gevolg hiervan op 30 mei wederom minister van Immigratie.
Sofa Landver is weduwe en woonachtig in Ashdod.
- International Standard Name Identifier: 0000 0004 0221 2090
- Nationale Bibliotheek van Israël: 987007297951105171
- Virtual International Authority File: 297541913